# District de Chenghua
Pour les articles homonymes, voir Chenghua (homonymie).
Le district de Chenghua (成华区 ; pinyin : Chénghuá Qū) est une subdivision administrative de la province du Sichuan en Chine. Il est placé sous la juridiction de la ville sous-provinciale de Chengdu.

## Démographie

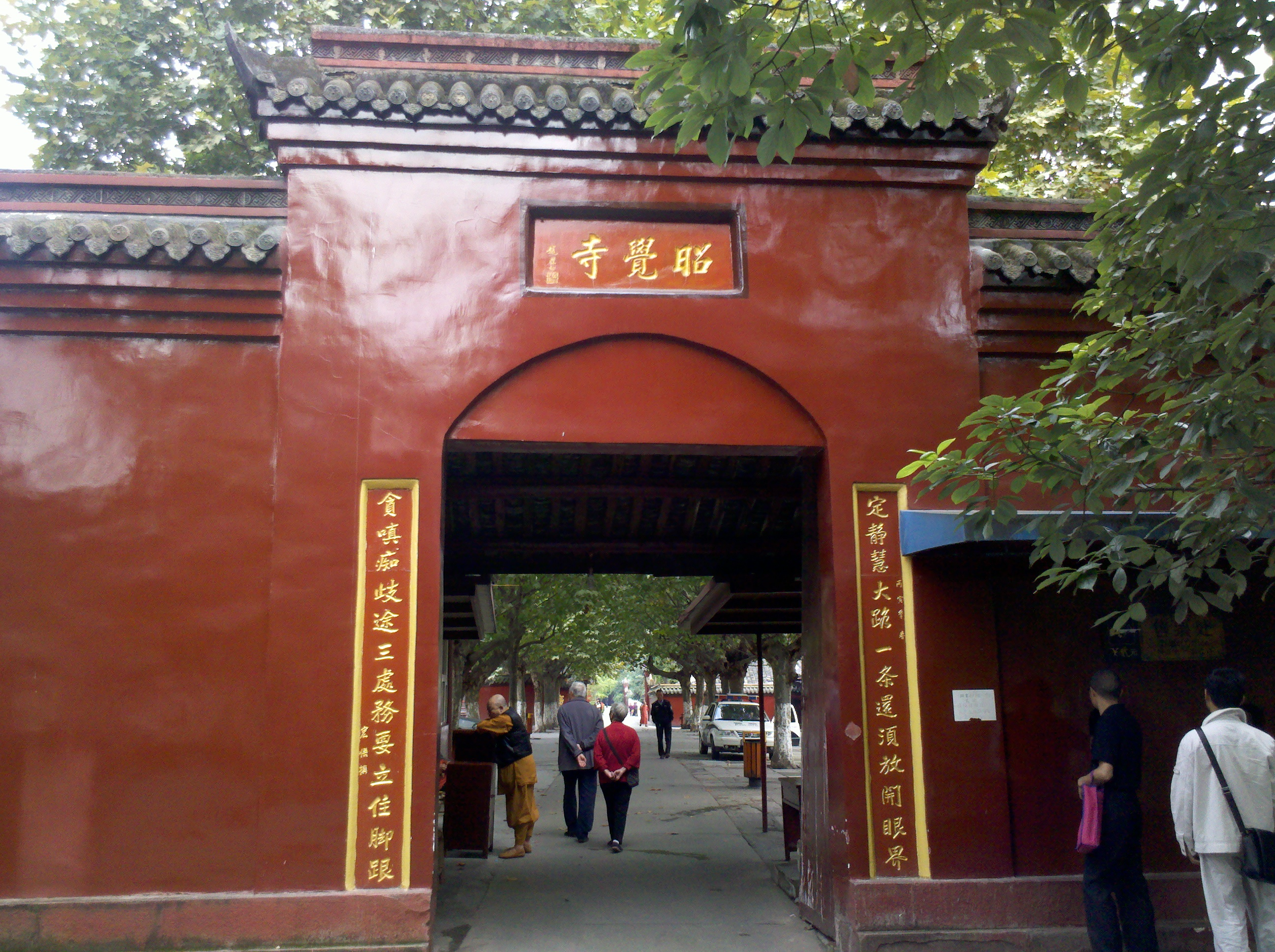
Temple Zhaojue (昭觉寺) dans le district de Chengua

La population du district est d'environ 534 000 habitants.

### Sources
- (zh) Page descriptive (Phoer.net)